# Charles-Édouard Coridon
Charles-Édouard Coridon (Le François, 9 de abril de 1973) é um ex-futebolista martinicano que atuava como meia-atacante.

## Carreira
Revelado no Club Franciscain, destacou-se atuando por Guingamp (164 jogos e 13 gols) e Lens (129 partidas e 13 gols), conquistando o Championnat National de 1993–94 e a Copa Intertoto da UEFA de 1996 pelos Guingampais.
Defendeu ainda o Paris Saint-Germain na temporada 2004–05, sendo lembrado por ter feito um "gol-escorpião" contra o Porto, em jogo válido pela Liga dos Campeões da UEFA. Após a curta passagem pelo PSG, jogou no Ankaragücü entre 2005 e 2006, quando retornou à França para defender o Squiffiec-Trégonneau em um liga regional da Bretanha.
Coridon encerrou sua carreira em 2010, no Yeni Kirşehir (equipe das divisões menores da Turquia). 

## Seleção
Jogou pela equipe Sub-21 da França na Eurocopa Sub-21 de 1996,[carece de fontes?] embora defendesse a Seleção Martinicana (que não é membro da FIFA, porém integra os quadros da CONCACAF) desde 1993. Pelos Matinino, Coridon participou de 2 edições da Copa Ouro da CONCACAF, em 1993 e 2003.

## Títulos
Club Franciscain
- Copa da Martinica: 1 (1990)

Guingamp
- Championnat National: 1 (1993–94)
- Taça Intertoto da UEFA: 1 (1996)